# ماغنو ألفيس
ماغنو ألفيس دي ألميدا (مواليد 13 يناير 1976 في أبورا في باهيا في البرازيل)، لاعب كرة قدم برازيلي. كان هداف دوري أبطال آسيا 2006. لعب مع منتخب البرازيل لكرة القدم في عام 2001.

## روابط خارجية
- ماغنو ألفيس على موقع الاتحاد الدولي (مؤرشف)  (الإنجليزية)
- ماغنو ألفيس على موقع رابطة كرة القدم اليابانية للمحترفين (اليابانية)
- ماغنو ألفيس على موقع دوري كوريا الجنوبية (الإنجليزية)
- ماغنو ألفيس على موقع قاعدة بيانات كرة القدم.إي يو (الإنجليزية)
- ماغنو ألفيس على موقع ناشيونال فوتبول تيمز (الإنجليزية)
- ماغنو ألفيس على موقع Soccerway.com (الإنجليزية)
- ماغنو ألفيس على موقع عالم كرة القدم.نت (الإنجليزية)
- ماغنو ألفيس على موقع كووورة